# Accademia degli Intronati

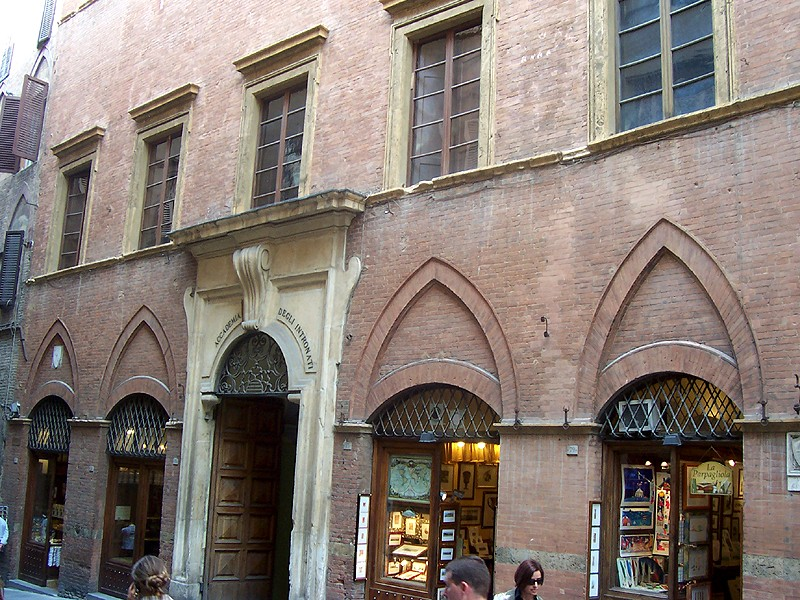
L'ingresso dell'Accademia degli Intronati in palazzo Patrizi-Piccolomini.

L'Accademia degli Intronati è nata tra il 1525 e il 1527 nella Repubblica di Siena come luogo di ritrovo dell'aristocrazia, la cui prima manifestazione pubblica risale al 1531 con la rappresentazione della commedia Gl'ingannati, anonima, ma secondo vari studiosi da attribuirsi principalmente al filologo modenese Lodovico Castelvetro, che fu membro dell'Accademia.
Dopo aver avuto sede per gran parte del Settecento nel palazzo della Sapienza (oggi Biblioteca comunale degli Intronati), l'Accademia è ora ospitata in palazzo Patrizi-Piccolomini, in via di Città 75.

## Storia
Il nome dell'accademia venne scelto ironicamente a sottolineare il desiderio di quei letterati di estraniarsi dai "rumori" del mondo che li assordavano ("rintronavano"). I suoi «fondatori furono "sex viri nobiles senenses" (sei nobiluomini senesi): lo Scaltrito (arcivescovo Francesco Bandini Piccolomini); l'Arsiccio (Antonio Vignali); l'Importuno (Francesco Sozzi); il Sodo (Marco Antonio Piccolomini); il Moscone (Giovan Francesco Franceschi); il Cirloso (Alessandro Marzi)».
In genere la prima produzione teatrale degli Intronati è caratterizzata da giochi raffinati e leggeri, animati da un languido erotismo, il cui destinatario nobile ed elegante è il pubblico femminile.
Uno degli studiosi più attivi nella prima fase d'attività dell'Accademia fu Alessandro Piccolomini (1508-1578), che frequentò diversi ambienti (tra cui l'università di Padova); in seguito soggiornò a Roma intraprendendo la carriera ecclesiastica. Parimenti attivo fu il conte Alcibiade Lucarini, l'Offizioso, (1561-1645) che tra le altre cose dette alle stampe in Siena due Volumi d’Imprese, con figure, allusioni e Madrigali (pubblicate sotto il nome de L’Officioso Intronato); il primo volume contiene le Imprese fatte a richiesta o in lode altrui, il secondo volume contiene invece Imprese Sacre, parte delle quali spiegano gli altissimi Misteri della Fede e parte sono fatte in lode dei Senesi e dei Beati.
Altri membri, come Lelio Sozzini e suo nipote Fausto Sozzini, abbracciarono idee ereticali e furono costretti a prendere la via dell'esilio. Vi fece parte anche Maria Luisa Cicci (che assunse il soprannome l’Incognita).
Con la Guerra di Siena contro la coalizione formata dall'Impero spagnolo, l'accademia fu sospesa, ma tornò in attività nel 1603, sotto il regime mediceo, difendendo la continuità della tradizione aristocratica e cittadina senese. A questo scopo si adoperarono i fratelli Girolamo e Scipione Bargagli, il primo dei quali scrisse la commedia La Pellegrina, caratterizzata da forti aspetti patetici e sentimentali, e rappresentata postuma a Firenze nel 1589 in occasione del matrimonio fra Ferdinando de' Medici e Cristina di Lorena. In quell'epoca gli studi erano rivolti soprattutto all'attività teatrale e agli scritti satirici.
Fondendosi con l'Accademia dei Filomati entrò in possesso del Teatro dei Rinnovati dentro il Palazzo Pubblico; la struttura venne poi donata al Comune nel 1935.
Con l'ultimo statuto risalente al 1945, anno in cui riassunse la denominazione di Reale Accademia degli Intronati, l'Accademia è divenuta un'associazione civica per la promozione dello studio della storia e delle arti del territorio senese. La sua attività si esplica nell'organizzazione di convegni di studio e conferenze anche internazionali. Inoltre l'Accademia provvede alla pubblicazione del Bullettino senese di storia patria, prestigioso periodico culturale edito senza interruzioni fin dal 1894.
Il salone del palazzo in cui si ritrova l'Associazione ha il prospetto della Cappella Piccolomini con affreschi di Bernard van Rantwyck.